# Kaning Bukik
Kaning Bukik is een bestuurslaag in het regentschap Payakumbuh van de provincie West-Sumatra, Indonesië. Kaning Bukik telt 764 inwoners (volkstelling 2010).